# Ludvík Hovorka
Ludvík Hovorka (* 13. června 1963 Uherské Hradiště) je český politik, v letech 2002 až 2010 a opět 2013 až 2017 poslanec Poslanecké sněmovny PČR, v letech 2000 až 2004 a opět 2012 až 2016 zastupitel Zlínského kraje, člen KDU-ČSL.

## Biografie
Vystudoval obor Pozemní stavitelství na Střední průmyslové škole v Hodoníně a pak Fakultu stavební Vysokého učení technického v Brně (obor konstrukce a dopravní stavby). V letech 1988–1990 byl projektantem v podniku Energoprojekt Praha, středisko Uherský Brod. Je ženatý, má dvě dcery a syna. Jeho manželka Vladimíra pracuje coby zdravotní sestra.
V listopadu 1989 pomáhal založit místní Občanské fórum v domovských Šumicích a v roku 1990 zde spoluzakládal místní organizaci KDU-ČSL. V komunálních volbách roku 1990 byl zvolen ve věku 27 let starostou obce Šumice a v této funkci působil 12 let. V komunálních volbách roku 1994, komunálních volbách roku 1998, komunálních volbách roku 2006 a komunálních volbách roku 2010 byl zvolen do zastupitelstva obce Šumice za KDU-ČSL. Profesně se uvádí k roku 1998 a 2010 jako stavební inženýr. V letech 1996 až 2002 byl členem představenstva firmy Slovácké vodárny a kanalizace.
Ve volbách v roce 2002 byl zvolen do poslanecké sněmovny za KDU-ČSL (volební obvod Zlínský kraj). Byl členem sněmovního hospodářského výboru. Mandát poslance obhájil ve volbách v roce 2006. Stal se místopředsedou výboru pro sociální politiku a členem zdravotnického výboru. Ve sněmovně setrval do voleb v roce 2010. Ve letech 2007–2009, v době existence vlády Mirka Topolánka, působil jako koaliční poslanec často kriticky k vládní politice, zejména v oblasti zdravotnictví. Odmítal privatizaci zdravotní péče a pojištění, zejména "tajný" plán ministra zdravotnictví Tomáše Julínka.
Byl aktivní i v regionální politice. V krajských volbách roku 2000 a opětovně v krajských volbách roku 2012 byl zvolen do Zastupitelstva Zlínského kraje za KDU-ČSL. Ve volbách v roce 2016 post krajského zastupitele obhajoval, ale neuspěl (skončil jako první náhradník).
V senátních voleb roku 2012 byl kandidátem KDU-ČSL za senátní obvod č. 80 – Zlín. V 1. kole získal 16 % hlasů a nepostoupil do 2. kola.
V komunálních volbách v roce 2014 obhájil za KDU-ČSL post zastupitele obce Šumice na Uherskohradišťsku. Ve volbách do Poslanecké sněmovny PČR v roce 2017 obhajoval svůj poslanecký mandát za KDU-ČSL ve Zlínském kraji, ale neuspěl.